# کارلوس الورادو کسادا
کارلوس الورادو کسادا (انگلیسی: Carlos Alvarado Quesada؛ زادهٔ ۱۴ ژانویهٔ ۱۹۸۰) سیاست‌مدار، روزنامه‌نگار و نویسنده اهل کاستاریکا است. او چهل‌وهشتمین رئیس‌جمهور کاستاریکا است.
در ۱ آوریل ۲۰۱۸، آلوارادو بعد از وعده حمایت از همجنسگرایان، با کسب ۶۱ درصد آرا، پیروز انتخابات ریاست جمهوری شد.